# Kabaté
Kabaté est une commune malienne, située dans le département de la Diombougou, chef-lieu cercle de Kayes dans la région de Kayes au sud-ouest Malienne.
Kabate est un village de l’ethnie Soninké, anciennement intégré dans le royaume du Diombougou (Jumboxu).  Le village se situe le long de la rivière Colimbiné (bassin versant de 17 000 km2). Plusieurs barrages seuils y ont été érigé au début des années 1990 par l’association intervillageoise ORDIK, permettant de compenser les effets des sécheresses récurrentes et de développer le maraichage. Les villages de l'ORDIK sont maintenant constitué en commune rurale.